# 1986 no teatro
1995 Tirou o curso de Teatro na Casa velha com o Professor Mário Mabujaia.

## Nascimentos
| Data           | Nome          | Profissão                             | Nacionalidade  | Observações | Ref |
| -------------- | ------------- | ------------------------------------- | -------------- | ----------- | --- |
| 25 de novembro | Cole Escola   | comediante, ator, cantor e dramaturgo | Estados Unidos |             |     |
| 26 de Dezembro | Kit Harington | actor de televisão, teatro e cinema   | Reino Unido    |             |     |

## Mortes
| Data       | Nome            | Profissão | Nacionalidade | Observações | Ref |
| ---------- | --------------- | --------- | ------------- | ----------- | --- |
| 3 de Julho | Marcelo Ibrahim | actor     | Brasil        | n. 1962     |     |